# Anders Nordin
Björn Karl Anders Nordin, född 4 augusti 1949 i Nyköpings västra församling, Södermanlands län, är en svensk politiker som var språkrör för Miljöpartiet de gröna mellan åren 1988 och 1990 men som sedan 2010 är verksam i Piratpartiet.
Nordin valdes till språkrör vid ett förtroenderådsmöte i oktober 1988, och blev sedan vald på ordinarie kongress 1989. Han satt i riksdagen mellan åren 1989 och 1990.
Nordin valde att lämna Miljöpartiet de gröna för Piratpartiet, då han ansåg att partiet han en gång varit med och grundat tappat sin "själ". Han är sedan 2010 aktiv i Piratpartiet i Norrbottens län och valdes in i Piratpartiets styrelse i april 2010. Samma år kandiderade han för Piratpartiet i riksdagsvalet 2010.